# Pentágono de Robbins

Un pentágono de Robbins con área 13 104

Un pentágono de Robbins con área 7392

En geometría, un pentágono de Robbins es un tipo de pentágono cíclico cuyas longitudes de lado y área son todos números racionales.

## Historia
Los pentágonos de Robbins fueron denominados así por Buchholz y MacDougall (2008) en referencia a David P. Robbins, que previamente habían dado una fórmula para el área de un pentágono cíclico como una función de las longitudes de sus bordes. Buchholz y MacDougall eligieron este nombre por analogía con la denominación del triángulo de Herón, epónimo de Herón de Alejandría, el descubridor de la fórmula de Herón para el área de un triángulo en función de las longitudes de sus lados.

## Área y perímetro
Cada pentágono de Robbins puede ser escalado para que sus lados y área sean enteros. Más estrictamente, Buchholz y MacDougall demostraron que si las longitudes laterales son todos números enteros y el área es racional, entonces el área necesariamente es también un número entero, y el perímetro es necesariamente un número par.

## Diagonales
Buchholz y MacDougall también demostraron que, en cada pentágono de Robbins, las cinco diagonales internas son números racionales o ninguno lo es. Si las cinco diagonales son racionales (el caso llamado pentágono de Brahmagupta por Sastry (2005)), entonces el radio de su círculo circunscrito también debe ser racional, y el pentágono se puede dividir en tres triángulos de Herón cortándolo por cualquiera de las dos diagonales internas desde un vértice, o en cinco triángulos de Herón cortándolo en los cinco radios desde el centro del círculo hasta sus vértices.
Buchholz y MacDougall realizaron búsquedas por ordenador de pentágonos de Robbins con diagonales irracionales pero no pudieron encontrar ninguno. Sobre la base de este resultado negativo sugirieron que los pentágonos de Robbins con diagonales irracionales pueden no existir.